# Celinnyj rajon (Oblast' di Kurgan)
Il Celinnyj rajon  (in russo Целинный район?) è un rajon dell'Oblast' di Kurgan, nel Bassopiano della Siberia occidentale; il capoluogo è Celinnoe. Istituito nel 1953, ricopre una superficie di 3.460 chilometri quadrati.